# شهاب الدين رضوي
شهاب الدين رضوي،(4 أبريل 1974، في بهريش ، أتر برديش) هو عالم إسلامي هندي وكاتب تاريخي وأخصائي اجتماعي. وهو أيضًا رئيس الجماعة الإسلامية في عموم الهند. ومؤسس مركز البحوث الإسلامية، والأمين العام للتنظيم علماء الإسلام في عموم الهند. 
كان الأمين العام لجماعة رضا مصطفى في عموم الهند.

## أنشطته
عقد رازفي مؤتمرا صحفيا أثناء انتخابات الجمعية التشريعية في أتر برديش وناشد جميع الأحزاب السياسية بالتوقف عن نشر الكراهية بين المجتمعات والحفاظ على السلام والوئام الطائفي. وأضاف أن الحزب الاشتراكي يريد أصوات المسلمين وليس الزعماء المسلمين.
في مؤتمر صحفي، هاجم السياسي أخيليش ياداف وقال إن حزب ساماجوادي مبني على أساس المسلمين، ولا يتحدث حتى عن القضايا الإسلامية، والآن حان الوقت للتفكير في دعم حزب آخر.
رفض شهاب الدين رضوي تغريدة النائبة العمالية البريطانية ناز شاه بشأن حقوق الإنسان في الهند، وقال في بيانه الرسمي إن المسلمين يعيشون هنا بسلام وأن تدخل أي دولة أجنبية في الشؤون الداخلية للهند غير مبرر.